# ديك سميث (لاعب كرة قدم أمريكية)
ديك سميث (بالإنجليزية: Dick Smith)‏ هو لاعب كرة قدم أمريكية أمريكي، ولد في 18 يونيو 1944 في هاملتن في الولايات المتحدة.